# Bridge (redes de computadores)

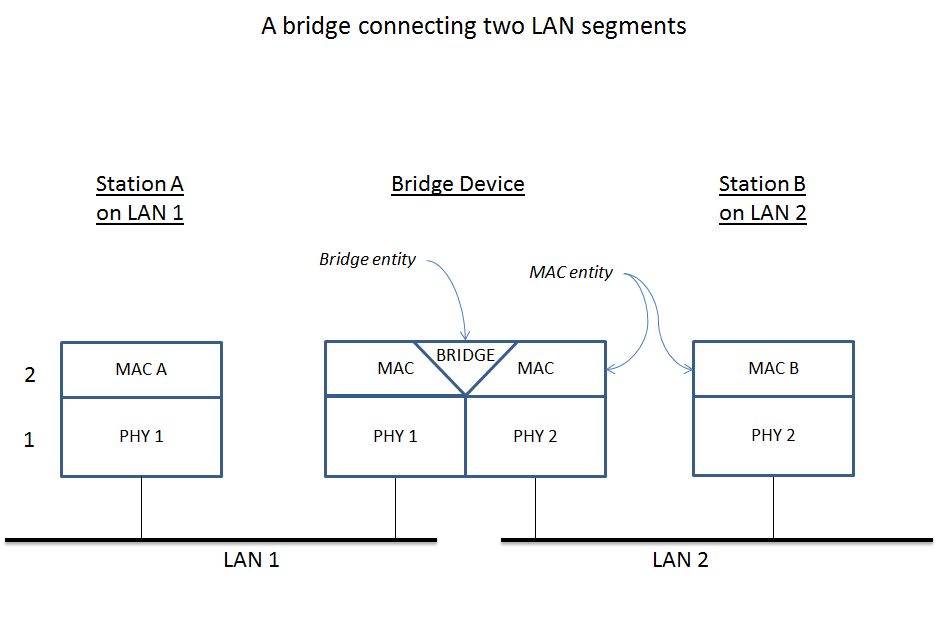
Uma visão de alto nível da operação de uma ponte ou bridge, segundo as camadas e a terminologia do modelo ISO/OSI

Uma ponte, ou bridge, é um  dispositivo de rede que cria uma rede agregada a partir de várias  redes de comunicações ou vários  segmentos de rede. Um dispositivo com esta função é chamada de ponte de rede, ou network bridge. A operação de uma ponte ou bridge é diferente daquela de um roteador, que permite que várias redes diferentes se comuniquem independentemente, permanecendo distintas entre si. No modelo OSI as pontes operam nas duas primeiras camadas abaixo da camada de rede, ou camada 3. Se um ou mais dos segmentos da rede conectada pela ponte for  sem fio ou wireless, o dispositivo é chamado de ponte de rede sem fio, ou wireless bridge.
Há quatro tipos de tecnologias para pontes: pontes simples, pontes multiporta, pontes transparentes (também chamadas learning bridges) e  pontes de rota de origem, ou source route bridges.